# 国际社会主义运动 (南非)
国际社会主义运动（英語：International Socialist Movement）是南非的一个小型托洛茨基主义组织。该组织成立于1989年。为应对1994年南非大选，该组织与争取社会主义行动工人组织建立了“工人名单党”，但该党在这次选举中仅得票4169张。不久，工人名单党便解散。该组织认同英国社会主义工人党领导的国际社会主义倾向的基本政治立场。